# Ветроенергиен парк „Суворово“
Ветроенергиен парк „Суворово“ е проект за изграждане на вятърна електроцентрала край Суворово.
Предвижда се поставянето на 30 ветрогенератора с обща мощност 60 MW. Към март 2009 г. все още не са започнали строителни работи по проекта. Централата е собственост на българско-испанската компания „Еолика България“.